# Nationalsozialistische Deutsche Arbeiterpartei Österreichs – Hitlerbewegung
Die Nationalsozialistische Deutsche Arbeiterpartei Österreichs – Hitlerbewegung (kurz NSDAP (Hitlerbewegung) oder NSDAP-Hitlerbewegung) war eine österreichische nationalsozialistische Partei in der Ersten Republik, die 1926 aus der Deutschen Nationalsozialistischen Arbeiterpartei (DNSAP) hervorgegangen ist. Sie verstand sich als Schwesterpartei der Nationalsozialistischen Deutschen Arbeiterpartei (NSDAP) in der Weimarer Republik und unterstellte sich Adolf Hitler als Führer. Anfänglich eine unbedeutende politische Splittergruppe, entwickelte sie sich Anfang der 1930er Jahre zu einer Massenpartei und wurde 1933 verboten. Sie bestand im Untergrund weiter und ihre Mitglieder versuchten durch einen Putsch und durch teilweise terroristische Subversion an die Macht zu gelangen. Mit dem „Anschluss“ Österreichs an das Deutsche Reich im März 1938 wurde die Partei als Teil der nun „großdeutschen“ NSDAP reorganisiert.

## Geschichte der NSDAP-Hitlerbewegung

### Vorgeschichte
Die ideologischen Vorläufer des österreichischen Nationalsozialisten sind bei den deutschnationalen Burschenschaften des 19. Jahrhunderts zu finden, sowie besonders bei der Alldeutschen Bewegung Georg von Schönerers, dessen rassischer Antisemitismus und Antiklerikalismus später von der völkischen Bewegung und den Nationalsozialisten übernommen wurden.
Organisatorisch reichen die Wurzeln der österreichischen NSDAP zurück zur Gründung der Deutschen Arbeiterpartei (DAP) 1903/04 aus deutsch-„völkischen“ Gehilfen- und Arbeitervereinen in den nordböhmischen Industriegebieten, wo sich deutschsprachige Arbeiter durch den Zuzug Tschechisch sprechender Arbeiter aus Zentralböhmen wirtschaftlich bedroht fühlten. Die Partei wollte eine „Zusammenfassung aller Schaffenden auf dem Boden des eigenen Volkstums“ und benannte sich 1918 in Deutsche Nationalsozialistische Arbeiterpartei (DNSAP) um.
Durch den Zerfall der Habsburgermonarchie spaltete sich auch die DNSAP. Während aus den Hauptbetätigungsgebieten der Partei die tschechoslowakische DNSAP hervorging, war die österreichische DNSAP nur eine unbedeutende Splitterpartei, was sich bei der Wahl zur Konstituierenden Nationalversammlung im Februar 1919 und der Nationalratswahl im Oktober 1920 mit schwachen Wahlergebnissen bemerkbar machte, die Partei erzielte keine Mandate. Eine noch kleinere Splittergruppe bestand im nun polnischen Schlesien. Über „zwischenstaatliche Tagungen“ hielt man Kontakt zu den nationalsozialistischen Parteien in den Sudetengebieten, Schlesien und Deutschland. Als Emblem wurde ab 1920 das Hakenkreuz geführt. Es wurde eine militärisch organisierte Ordnertruppe aufgestellt, die 1923 in Vaterländischer Schutzbund umbenannt wurde und die auch als Sturmabteilung (SA) bezeichnet wurde.
In der deutschen NSDAP übernahm Adolf Hitler 1921 die Macht und führte die Partei mit diktatorischen Vollmachten. In dem Maß, wie die deutsche NSDAP wuchs, vergrößerte sich auch ihr Einfluss auf den zwischenstaatlichen Konferenzen. Im August 1923 forderte Hitler von den österreichischen Nationalsozialisten erfolgreich die Wahlenthaltung bei der anstehenden Nationalratswahl. Der steigende Einfluss Hitlers führte zu einem grundlegenden Konflikt in der Frage, ob die österreichische Partei ihre Politik selbständig oder in bedingungsloser Unterwerfung unter Hitler gestalten sollte.
1926 kam es schließlich zur Spaltung: Unter der Leitung des Mittelschullehrers Richard Suchenwirth und des Führers der niederösterreichischen SA, Josef Leopold, gründeten etwa 150–250 vor allem jüngere und aktivistische Parteimitglieder am 4. Mai den Deutschen Nationalsozialistischen Arbeiterverein, der sich die Zusatzbezeichnung Hitlerbewegung gab. Dieser unterstellte sich organisatorisch am 11. Mai der Münchner NSDAP Zentrale, übernahm das 25-Punkte-Programm und erkannte Hitler als Führer an. Am 15. Juli versicherte in München auch der Führer der österreichischen SA, Hermann Reschny, Hitler seine „uneingeschränkte Loyalität“.
Hitler forderte am 12. August auf einer Versammlung in Passau von den beiden rivalisierenden Gruppen eine Erklärung über ihre bedingungslose Unterwerfung oder deren Verweigerung. Während die bisherige Partei eine Erklärung veröffentlichte, wonach sie die organisatorische Selbständigkeit beibehalten werde, akzeptierten Vertreter der Hitlerbewegung die Forderung noch am selben Tag. Sie erklärten ihr neuer Verband, die NSDAP Österreichs (Hitlerbewegung) gliedere sich als Gau Österreich in die Gesamtbewegung ein und bilde mit dieser eine organisatorische und ideenmäßige Einheit.
Die alte, bisherige nationalsozialistischen Partei, die sich ebenfalls zeitweilig NSDAP nannte, wurde nun zur Unterscheidung nach ihrem Führer Karl Schulz Schulz-Gruppe genannt und ihre Vertreter wählten als Parteiuniform graue statt brauner Hemden.

### 1926–1931: Die Hitlerbewegung als Kleinstpartei
Bei einer Führertagung in München am 28. August 1926 wurde Österreich in acht Gaue eingeteilt, die sich mit Ausnahme der zusammengefassten Länder Tirol und Vorarlberg mit den Landesgrenzen deckten. Zum Landesleiter mit Sitz in Wien ernannte Hitler den bis dahin weitgehend unbekannten pensionierten Oberst Friedrich Jankovic. Suchenwirth wurde Propagandaleiter.
Bei der Nationalratswahl in Österreich 1927 beteiligte sich die NSDAP am Völkischsozialen Block, einem kurzfristigen Bündnis mit den Bund der Freien von Hans Kipper. Es wurden 26.991 Stimmen erreicht, nicht genug für ein Mandat. Im niederösterreichischen Wahlkreis „Viertel unter dem Manhartsberg–Korneuburg“ kandidierte die NSDAP selbständig und erhielt dort 779 Stimmen. Bei der zeitgleich durchgeführten Kärntner Landtagswahl konnten die Nationalsozialisten einen Sitz im Landtag erreichen.
Jankovic trat bereits vor der Wahl im April 1927 als Landesleiter zurück, weil er mit der Entwicklung der Partei nicht mehr einverstanden war. Es kam auch in der neuen Bewegung zu Eifersüchteleien und Intrigen, verschiedene Seiten wandten sich regelmäßig Unterstützung suchend nach München. Daher verfasste Hitler am 31. Mai 1927 ein Rundschreiben, in dem er betonte, dass die Reichsleitung es ablehne, „sich mit den Streitigkeiten der österreichischen Parteigenossen in 1. Linie zu befassen“. Er komme „bei solchen nur als letzte und endgültig entscheidende Beschwerde-Instanz in Betracht“. Er forderte Disziplin und eine strenge Befolgung des Führerprinzips ein. Das Amt des Landesleiters blieb vorläufig unbesetzt, als „Vertrauensmann“ der Reichsparteileitung wurde der steirische Parteiführer Heinrich Schmidt eingesetzt. Bei einem Parteitag am 3. August 1927 in Freilassing sollte die Lage geklärt werden. Auch Vertreter der Schulz-Gruppe waren erschienen, die eine Vereinigung der beiden Gruppen forderten, und dass ein gemeinsamer Parteitag einen Führer für Österreich wählen solle. Damit stießen sie auf vehementen Widerstand Hitlers, der ihnen vorwarf, das 1925 durchgesetzte Führerprinzip auszuhöhlen. Die Landesleitungen der NSDAP-Hitlerbewegung blieben weiterhin München unterstellt, wo Gregor Strasser als Bevollmächtigter für die österreichische Partei eingesetzt wurde. Da der Mitgliederstand im Westen Österreichs sehr niedrig blieb, wurden die Bundesländer Salzburg, Tirol und Vorarlberg 1928–1932 zu einem einzigen Westgau zusammengelegt.
Da die österreichischen Gauführer weiterhin zerstritten waren und zunehmend Wahlerfolge die Aufmerksamkeit der Funktionäre der deutschen NSDAP erforderten, ersuchte die Münchener Parteizentrale 1929 den sudetendeutschen DNSAP-Politiker Hans Krebs als Außenstehenden die Landesleitung in Österreich zu übernehmen. Als Abgeordneter zum tschechoslowakischen Abgeordnetenhaus hatte er jedoch wenig Zeit, die verworrene Situation unter den österreichischen Nationalsozialisten zu regeln. Aus zeitlichen und geografischen Gründen verlegte er den Sitz der Landesleitung von Wien nach Linz. Er bemühte sich – gegen das von Hitler verfochtene Führerprinzip und letztlich erfolglos – um eine Einigung von Hitlerbewegung und Schulz-Gruppe. Im März 1930 resignierte er und gab die Landesleitung wieder ab.
Der kometenhafte Aufstieg der NSDAP in Deutschland bei der Reichstagswahl im September 1930, bei der sie von einer politischen Randerscheinung zur zweitstärksten Kraft im Reichstag avancierte, spiegelte sich nicht in der österreichischen NSDAP wider. Im Oktober 1930 kam es zu Verhandlungen zwischen Ernst Rüdiger Starhemberg, dem Führer der Heimwehr, mit Gregor Strasser und Hitler über ein mögliches Wahlbündnis für die anstehende Nationalratswahl am 9. November. Diese scheiterten jedoch an der Frage, welche Bewegung die Führung des Bündnisses übernehmen dürfe. Bei der Wahl erzielte die Hitlerbewegung mit 111.627 Stimmen nur etwa halb so viele Stimmen wie die neugeschaffene Heimwehrpartei Heimatblock. Im Gegensatz zu dieser verfehlte die Hitlerbewegung wieder den Einzug in das Parlament, jedoch war ein Aufwärtstrend zu beobachten, der Stimmenanteil wurde gegenüber der letzten Nationalratswahl vervierfacht.
Gemäß Organisationsstatut der NSDAP waren die sechs Gauleiter – ab 1932 wieder sieben – der österreichischen Landesleitung und diese der Reichsleitung in München unterstellt. Da sich bislang keine starke Landesleitung etabliert hatte, konnten die Gauleiter ihre Machtposition ausbauen. Besonders erfolgreich waren darin Walther Oberhaidacher in der Steiermark und Alfred Frauenfeld in Wien.
Oberhaidacher, der seit 1928 Gauleiter der Steiermark und seit 1929 Grazer Gemeinderat war, verschärfte vor dem Hintergrund der einsetzenden Weltwirtschaftskrise erfolgreich die antisemitische, antimarxistische und antiliberale Agitation. Die steirische NSDAP konnte das deutschnationale Vereinswesen durchdringen und erhielt erheblichen Zuzug, speziell vom Steirischen Heimatschutz, der 1931 durch den gescheiterten Putschversuch seines Führers Walter Pfrimer in eine Krise geschlittert war. Viele Anhänger wechselten auch von der Großdeutschen Volkspartei (GDVP) zur Hitlerbewegung.
Als Frauenfeld 1930 die Leitung des Wiener Gaus – den Hitler 1927/28 vorübergehend wegen „Disziplinlosigkeit“ aufgelöst hatte – übernahm, hatte die Partei dort etwas über 1.000 Mitglieder. Unter Frauenfelds Führung vervierfachte sich der Mitgliederstand bis April 1931, was zum Teil auch an der Sogwirkung der Erfolge der NSDAP bei der deutschen Reichstagswahl lag. Bei den Wiener Hochschulwahlen im Februar 1931 wurde der bislang nur eine marginale Rolle spielende Nationalsozialistische Deutsche Studentenbund (NSDStB) zur stärksten Fraktion. An den Wiener Hochschulen entstand der Eindruck, dass drei von vier Studenten Nationalsozialisten waren oder mit ihnen sympathisierten.
Im Frühjahr 1931 setzte sich der Aufwärtstrend in einer Reihe von Gemeinde- und Landtagswahlen fort. Im Juli 1931 ernannte Hitler den oberösterreichischen Gauleiter Alfred Proksch zum verantwortlichen politischen Landesleiter für Österreich. Somit blieb der Sitz der Parteileitung in Linz. Als Landesgeschäftsführer (bzw. ab August 1932: Landesinspekteur) wurde Theo Habicht bestellt, der eine Art „Oberaufsicht“ über die österreichische NSDAP darstellte und damit die tatsächliche Leitung der Partei innehatte. Dieser bemühte sich darum möglichst alle innerparteilichen Rivalitäten zu beseitigen. Wo es ihm nötig erschien, war dies auch mit Funktionsenthebungen oder Parteiausschlüssen verbunden, wie etwa von Heinrich Suske, dem Leiter des Westgaus. Administrativ verhinderte Habicht, dass einzelne Gaue direkt mit der Münchner Reichsleitung in Verbindung traten, dies war nur mehr über die Linzer Landesleitung möglich. Dadurch wurde die Landesleitung gestärkt und das Erscheinungsbild der Partei nach außen verbessert. Habicht verfolgte das Ziel, die Sympathisanten von Heimwehr, Großdeutsche und Landbund für die NSDAP zu gewinnen. Dadurch sollten diese am rechten politischen Spektrum mit der Hitlerbewegung konkurrierenden Organisationen zu Parteiführungen ohne Basis gemacht werden. Im Oktober 1931 gelang es, über eine „Kampfgemeinschaft“ mit dem Steirischen Heimatschutz einen ersten Keil in die Heimwehrbewegung zu treiben. Während die Hitlerbewegung nun die deutschnationalen Heimwehren in der Steiermark, in Kärnten, Salzburg und im Waldviertel als „Vertreter des wahren Deutschtums“ lobte, überschüttete sie die anderen, den pro-österreichischen Kurs Starhembergs unterstützenden Heimwehren mit Spott und Hohn. Dies ging dem Steirischen Heimatschutz jedoch zu weit und das Bündnis wurde mit Jahresende 1931 wieder gelöst.

### 1932–1933: Aufstieg zur Massenpartei
Im Frühjahr 1932 gelang der österreichischen NSDAP der Durchbruch zur Massenpartei. Es fanden Landtagswahlen in Wien, Niederösterreich und Salzburg statt, womit zwei Drittel der österreichischen Wahlberechtigten an die Urnen gerufen wurden. Mit 336.334 Stimmen erzielte die NSDAP-Hitlerbewegung 16,3 Prozent der gültigen Stimmen. Das waren im Vergleich zur Nationalratswahl 1930, bei der die Partei in diesen Bundesländern 66.416 Stimmen erzielte, eine Verfünffachung des Stimmenanteils. 29 Nationalsozialisten zogen nun in die drei Landesparlamente ein. Auch bei den zugleich stattfindenden Gemeinderatswahlen in Kärnten und der Steiermark wurden große Zugewinne erzielt. Die neuen Wählerstimmen kamen zum Großteil von der ehemaligen Parteibasis der GDVP, in den großen Städten auch von der Christlichsozialen Partei (CS). In den folgenden Jahren ging ihr Wachstum vor allem auf Kosten der Heimwehren weiter.
Walter Pfrimer forderte den Beitritt der Heimwehr zur NSDAP. Da dies der Steirische Heimatschutz ablehnte, demissionierte er am 4. Mai 1932 und gründete den Deutschen Heimatschutz, mit dem er in die SA unter Ernst Röhm eintrat. Um nicht noch mehr radikalisierte Heimwehrmitglieder an die NSDAP zu verlieren, vollzog der neue Leiter des Steirischen Heimatschutzes Konstantin Kammerhofer den Bruch mit der regierungstreuen Linie von Bundesführer Starhemberg. Dennoch wanderten zahlreiche Mitglieder, bestärkt durch die Wahlerfolge der NSDAP in Deutschland und in den österreichischen Bundesländern zur Hitlerbewegung ab. Die anhaltende Wirtschaftskrise und die Machtergreifung Hitlers in Deutschland am 30. Jänner 1933 befeuerten die nationalsozialistischen Agitatoren. Nachdem es am 4. März 1933 zu einer Parlamentskrise und am 5. März 1933 in Deutschland zu massiven Wahlgewinnen der NSDAP bei der Reichstagswahl gekommen war, schlossen große Teile des Steirischen Heimatschutzes, der Kärntner Heimatschutz und der Tiroler Bund Oberland mit der NSDAP das Bündnis Großdeutsche Front, dem sich wenige Tage später auch die Großdeutsche Volkspartei anschloss. Am 22. April 1933 schloss der Steirische Heimatschutz mit der NSDAP eine neue Kampfgemeinschaft, erkannte Hitler vorbehaltlos als Führer an und trug fortan das Hakenkreuz am Helm.
Spätestens in der ersten Jahreshälfte 1933 avancierte die österreichische NSDAP zur dominanten Organisation der politischen Rechten. Im Jänner 1933 hatte sie 43.129 Mitglieder, ein halbes Jahr später bereits 68.465. Ergebnisse von Gemeinderatswahlen wie jener von Innsbruck am 24. April 1933, wo die NSDAP-Hitlerbewegung über 41 Prozent der Stimmen erzielte, signalisierten weiteres Wachstum der Bewegung in den Städten. Angesichts dieses Rückhalts übte die Partei Druck auf Bundeskanzler Engelbert Dollfuß aus, Neuwahlen anzusetzen und mit der NSDAP eine Koalitionsregierung zu bilden. Der sah sich nun jedoch angesichts der nationalsozialistischen Machtergreifung in Deutschland zu einer doppelten Front gegen Sozialdemokratie und Nationalsozialismus gezwungen. Am 4. Mai 1933 erließ die Regierung Dollfuß ein Uniformverbot, das sich insbesondere gegen die SA- und SS-Formationen richtete. Der bayerische Justizminister Hans Frank sprach am 18. März 1933 im deutschen Rundfunk von den „unterdrückten Parteigenossen“ in Österreich. Als er im Mai auf Einladung der Wiener und steirischen NSDAP nach Österreich kam und in Wien und Graz Hetzreden mit unverhohlenen Drohungen gegen Dollfuß hielt, wurde er im Auftrag der Bundesregierung über die Grenze nach Bayern abgeschoben. Dies nahm Hitler als Vorwand, den Druck auf Österreich zu erhöhen. Vor dem Hintergrund des Uniformverbots und der Abschiebung Franks wurde die Tausend-Mark-Sperre über Österreich verhängt.
Gleichzeitig begannen die österreichischen Nationalsozialisten mit einer Terroroffensive, ungeachtet innerparteilichen Widerstands gemäßigterer Mitglieder wie Arthur Seyß-Inquart und Carl Bardolff, die für einen evolutionären Weg zur Macht eintraten und den Terror als jugendliches Rabaukentum verurteilten. Da sich die Regierung Dollfuß dem faschistischen Italien Benito Mussolinis angenähert hatte, fürchteten sie, die Anschläge könnten internationale Spannungen auslösen. Auftakt der Terrorwelle war ein Attentat auf den Tiroler Heimwehrführer Richard Steidle am 11. Juni 1933. Auf die einsetzende Terrorwelle reagierte die Regierung mit dem Landesverweis für Habicht und der Schließung aller Braunen Häuser (= Parteihauptquartiere). Hunderte Nationalsozialisten wurden verhaftet. Ein Handgranatenanschlag am 19. Juni 1933 in Krems an der Donau, der ein Todesopfer und 29 Verletzte forderte, war schließlich der Anlass für die Regierung Dollfuß, die NSDAP, ihre Unterorganisationen und den mit der Partei paktierenden Steirischen Heimatschutz mit der am 20. Juni 1933 in Kraft tretenden Verordnung  zu verbieten.

### 1933–1938: Betätigung in der Illegalität

#### Putschversuch und Krise
Die meisten Gauleiter folgten Habicht nun nach Deutschland ins Exil, ebenso SA-Führer Reschny. In München wurde mit massiver Unterstützung durch die deutsche NSDAP eine neue Landesleitung in der Nähe des Braunen Hauses eingerichtet. Von dort aus wurde bereits am 5. Juli 1933 der Kampf gegen die als illegal bezeichnete Regierung Dollfuß erklärt, die man des fortgesetzten Verfassungsbruches bezichtigte. Die Parteianhänger in Österreich wurden zur Mundpropaganda, zum Aufbau einer illegalen Presse und zum Malen von Hakenkreuzen aufgerufen. Vor polizeilicher Verfolgung nach Deutschland geflohene Nationalsozialisten wurden in der Österreichischen Legion gesammelt, die in SA-Lagern untergebracht, ausgebildet und mit Waffen versorgt wurden. Diese militärisch organisierten Legionäre – im Sommer 1934 sollen es bereits 10.000 gewesen sein – unterstützen Terrorakte in Österreich, schmuggelten Propagandamaterial, Sprengstoff und Waffen über die Grenze und dienten der NSDAP zum Aufbau politischer Drohkulissen.

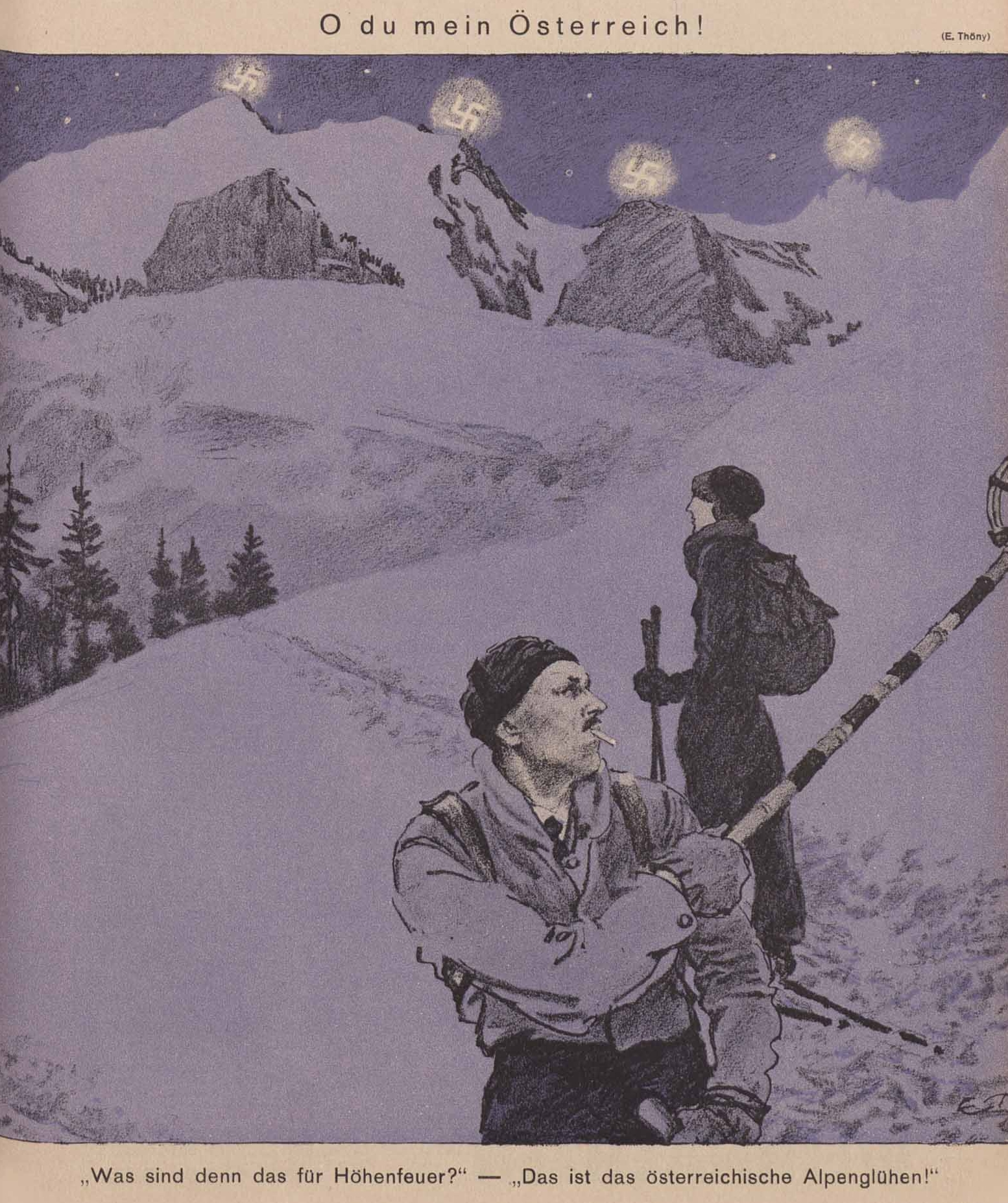
„Was sind denn das für Höhenfeuer?“ – „Das ist das österreichische Alpenglühen!“
Karikatur von Eduard Thöny im Simplicissimus vom 10. Dezember 1933

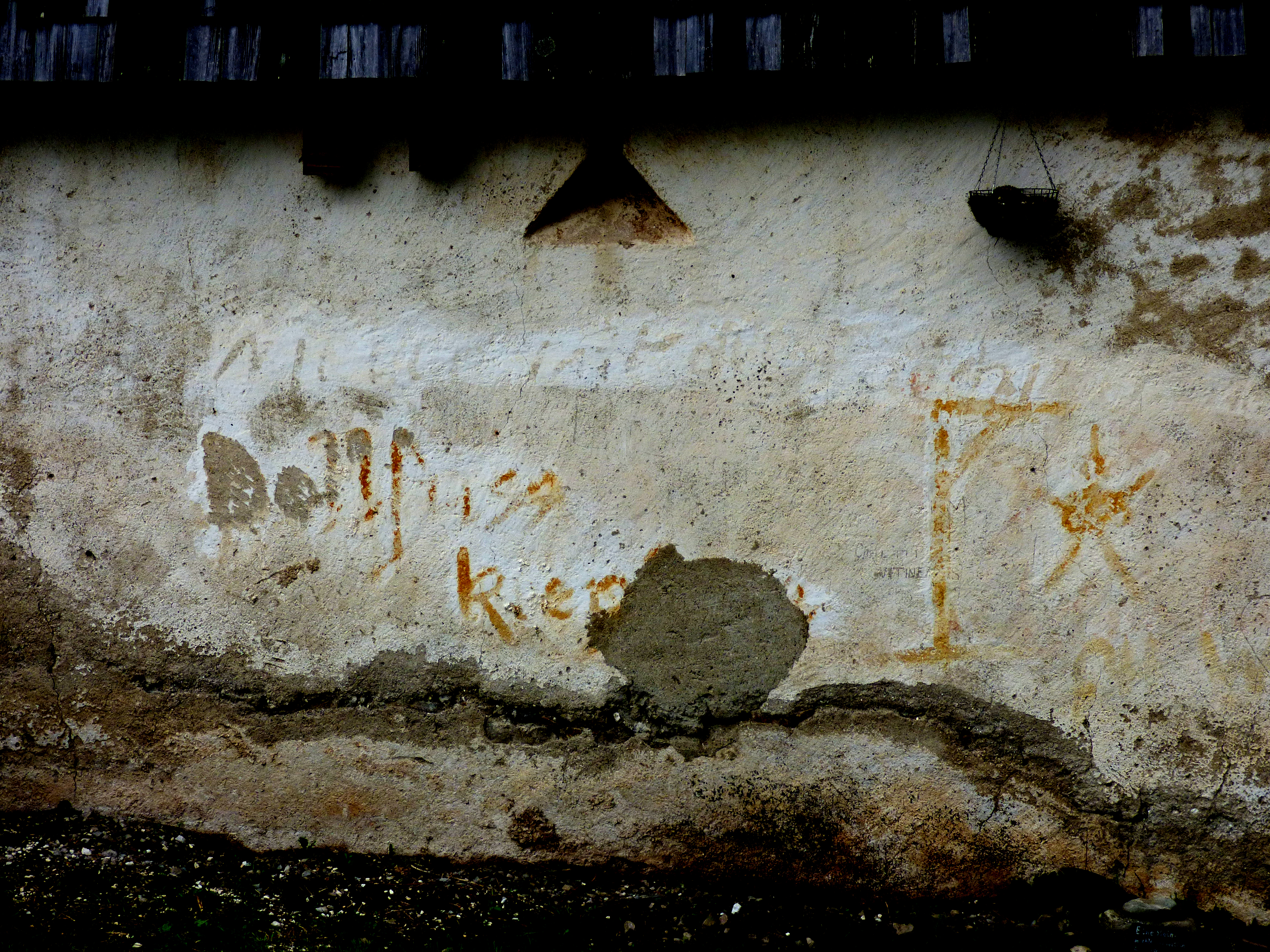
Nationalsozialisten schmähen Bundeskanzler Dollfuß: „Dollfuss krepiere“ neben Galgen. Inschrift an Burg Hochosterwitz, Kärnten

Das Anhalten des nationalsozialistischen Terrors auch nach dem Parteiverbot veranlasste die Regierung im November 1933 zur Einführung des Standrechts. Die dafür etablierten Gerichtshöfe verurteilten bis April 1934 rund 50.000 Nationalsozialisten wegen illegaler Betätigung oder Terrorakten. NS-Sympathisanten im Staatsdienst wurden pensioniert, zahlreiche nationale Vereine wurden aufgelöst. Es wurden Anhaltelager errichtet, in denen verurteilte Nationalsozialisten inhaftiert wurden und deren bekanntestes das Anhaltelager Wöllersdorf war. All diese Maßnahmen vermochten den Zulauf, den die Bewegung erfuhr, nicht zu beenden. Im August 1934 hatte sie etwa 21.000 Mitglieder mehr als zum Zeitpunkt des Verbots.
Nach den Februarkämpfen 1934 versuchten die illegalen Nationalsozialisten die nun scheinbar heimatlos gewordenen sozialdemokratischen Arbeiter an sich zu binden, allerdings mit sehr bescheidenem Erfolg. Mehr Anhänger fanden sie in der verschuldeten Bauernschaft und beim bürgerlichen Mittelstand, die neidisch auf den Wirtschaftsaufschwung im Deutschen Reich blickten. Antisemiten wurden mit Aussagen über angeblich „in Österreich allmächtige Juden“ für den Nationalsozialismus gewonnen.
Habicht, der die Österreichpolitik verhältnismäßig selbständig betreiben konnte, schmiedete gemeinsam mit seinen engen Mitarbeitern Otto Wächter und Rudolf Weydenhammer Umsturzpläne. Er ging davon aus, dass sich die bereits nationalsozialistisch unterwanderte Polizei im Fall eines Staatsstreiches solidarisieren würde. Am 25. Juli 1934 versuchten als Polizisten und Bundesheersoldaten verkleidete SS-Männer einen Putsch, in dessen Verlauf sie das Bundeskanzleramt und das RAVAG-Gebäude in der Wiener Innenstadt stürmten. Dabei kam es zu zwei tödlichen Schüssen auf Bundeskanzler Dollfuß. Der Putsch scheiterte und rief massive Reaktionen der europäischen Mächte hervor. Um die außenpolitischen Wogen zu glätten, war Hitler genötigt, seine Politik gegenüber Österreich zu ändern. Habicht wurde seines Postens enthoben und die Landesleitung in München wurde kurz darauf aufgelöst. Franz von Papen wurde deutscher Gesandter in Wien. Der praktizierende Katholik sollte im Land die Situation beruhigen. Er hatte zuvor Habichts Methoden kritisiert, teilte aber dasselbe Ziel: einen „Anschluss“ Österreichs an das Deutsche Reich. Die österreichische Partei war in einer Krise. Viele ihrer Mitglieder wurden verhaftet, Mitgliederlisten fielen in die Hände der Exekutive, Tausende mussten ins Ausland flüchten. Während der folgenden Neuorganisation wandelte sich die Bewegung von einer Massen- zu einer Elite- und Kaderpartei. Ihre Anhänger waren gespalten in ein Lager, das eine evolutionäre Entwicklung zu einer Vereinigung der beiden Länder anstrebte und sich durch den gescheiterten Putsch bestätigt sah, und das Lager der Aktivisten, die für eine autonome Weiterverfolgung des terroristischen Konzepts Habichts eintraten. Nach dem Rückzug der deutschen Mutterpartei ohne starke allgemein anerkannte Führung gelassen, wurden beide Strategien weiter betrieben. Anton Reinthaller versuchte durch Zusammenfassung aller (deutsch)national gesinnten Österreicher in einer „Nationalen Front“, die dann zur gemeinsamen Abwehr des Bolschewismus in die Vaterländische Front (VF) eintreten sollte. Zwar lehnte der neue Kanzler Kurt Schuschnigg entsprechende Vorschläge aufgrund der befürchteten Unterwanderung des Staatsapparats ab und verbot im Oktober 1934 die Tätigkeit der „Aktion Reinthaller“ als getarnte Parteitätigkeit. Das Konzept wurde aber in ähnlicher Weise von Kreisen der österreichischen Nationalsozialisten bis 1938 weiter verfolgt.
Reinthaller, der inzwischen die Landesleitung übernommen hatte, wurde in der Funktion Ende 1934 von seinem Freund Hermann Neubacher abgelöst. In einer Führerbesprechung in Innsbruck setzten sich aber bald die Aktionisten durch. Im März 1935 musste Neubacher Josef Leopold – mittlerweile zum Gauleiter von Niederösterreich aufgestiegen – als Landesleiter anerkennen, er selbst wurde stellvertretender Landesleiter. Die Führungsfrage gestaltete sich durch Rivalitäten und zeitweise Verhaftungen von Leitern und kommissarischen bzw. stellvertretenden Leitern sehr verworren. Erst eine Änderung der außenpolitischen Rahmenbedingungen konnte die krisenhaften Phase der Partei beenden.

#### Unterwanderung des Staates
Da Italien 1936 durch Mussolinis Abessinienkrieg aus der Stresa-Front ausschied und sich stattdessen an Deutschland annäherte, wurde Schuschnigg zu einer Revision seiner Politik gezwungen. Er strebte ein völkerrechtlich verbindliches Abkommen mit Deutschland über die Unabhängigkeit Österreichs an. Im Juliabkommen am 11. Juli 1936 erkannte Deutschland Österreichs Unabhängigkeit an, erklärte die Frage des österreichischen Nationalsozialismus zu einer innerösterreichischen Angelegenheit und hob die Tausend-Mark-Sperre auf. Im Gegenzug wurde ein Gentlemen’s Agreement unterzeichnet, worin sich der österreichische Kanzler verpflichtete, eine weitreichende politische Amnestie zu erlassen und Vertreter der „nationalen Opposition […] zur Mitwirkung an der politischen Verantwortung heranzuziehen“. Schuschnigg beabsichtigte dadurch, die gemäßigteren NSDAP-Mitglieder durch begrenzte Zugeständnisse für eine pro-österreichische Politik zu gewinnen und so die illegale Bewegung zu spalten. Noch am 11. Juli 1936 wurden als Vertreter der nationalen Opposition Edmund Glaise-Horstenau und Guido Schmidt in die Regierung aufgenommen. Im selben Monat wurden 17.450 Nationalsozialisten amnestiert, darunter die meisten Führungspersönlichkeiten der Partei. Hitler bestellte die hohen Kärntner NS-Funktionäre Odilo Globocnik und Friedrich Rainer zu sich. Sie sollten der Partei in Österreich die Anordnung überbringen, die deutsche Außenpolitik nicht durch unbedachte Aktionen zu beeinträchtigen. Sie habe Disziplin zu wahren und Politik im Rahmen der VF betreiben. Wilhelm Keppler wurde zu Hitlers Verbindungsmann zur österreichischen Partei ernannt und mit weitreichenden Vollmachten versehen.
Führende Funktionäre der Partei strebten nun eine Unterwanderung von Regierung, Verwaltung und Exekutive an, um Österreich allmählich mit Deutschland gleichzuschalten. In Streitigkeiten über Details setzte sich Leopold gegen die Kärntner Gruppe durch und wurde schließlich Anfang Februar 1937 auch von Hitler bevollmächtigter Landesleiter. Er gründete nun – auf Pläne der „Aktion Reinthaller“ zurückgreifend und unterstützt von Sicherheitsminister Odo Neustädter-Stürmer – den „Deutsch-Sozialen Volksbund“. Dieser sollte offiziell die ganze Bandbreite des nationalen Lagers repräsentieren, war de facto aber als Tarnorganisation angelegt, um NSDAP-Mitgliedern den korporativen Beitritt zur VF ermöglichen. Als Vertreter dieser nationalen Sammelbewegung bildete Leopold das sogenannte „Siebenerkomitee“, dem neben Leopold der Wiener Gauleiter Leopold Tavs, der niederösterreichische Gauleiter Hugo Jury, der Journalist Gilbert In der Maur, der Jurist Egbert Mannlicher, der pensionierte Landesbeamte Ferdinand Wolsegger und der Rektor der Universität Wien Professor Oswald Menghin angehörten. Nach anfänglich ernsthaften Gesprächen erteilte Schuschnigg trotz eifriger Fürsprache Neustädter-Stürmers dem Beitritt des Volksbunds eine Absage, da der Verdacht auf eine Tarnorganisation der illegalen NSDAP im Raum stand. Als sich dieser wenig später bestätigte, wurde Neustädter-Stürmer die Demission nahegelegt, er trat am 21. März 1937 zurück.
Mit dem Scheitern von Leopolds Projekt wurde ein anderer „betont Nationaler“ für Schuschnigg bevorzugte Ansprechperson für den Dialog mit der deutschnationalen Opposition: Arthur Seyß-Inquart. Aus ähnlichem sozialen Milieu kommend, wie Schuschnigg praktizierender Katholik, wie er Rechtsanwalt und ehemaliger Reserveoffizier, stand eine Zusammenarbeit mit dem Kanzler unter einem deutlich besseren Stern als das beim rabaukenhaft auftretenden Leopold der Fall war. Seyß-Inquart vertrat gegenüber Schuschnigg moderate nationale Ideen und betonte, eine Eigenständigkeit Österreichs sei für ihn selbstverständlich, wenngleich er eine Föderation mit dem größeren deutschen Nachbarstaat als wünschenswertes Fernziel sehe. Am 17. Juni 1937 wurde amtlich verlautbart, dass die gemäßigte nationale Opposition im Rahmen von neu gegründeten Volkspolitischen Referaten in der VF zur Mitarbeit am Staat eingeladen werden. Mit der Leitung der Referate wurde der ehemalige Großdeutsche Walter Pembaur betraut. Seyß-Inquart wurde zum Staatsrat ernannt, bekam die Aufgabe der „inneren Befriedung“ auferlegt und sollte später die Führung der Referate übernehmen. Leopold fühlte sich übergangen und erließ ein Verbot der Mitarbeit an dem Projekt. Nachdem Keppler im August 1937 erfolglos versucht hatte, den Streit zwischen den beiden Männern beizulegen, wurde Leopold von Hermann Göring angewiesen, sich bloß auf die Organisation der illegalen Partei zu konzentrieren und die Politik Seyß-Inquart zu überlassen. Die erhoffte Spaltung der illegalen NSDAP schien einzusetzen.
Schuschnigg geriet hingegen in der VF unter Druck, wo das Volkspolitische Referat aufgrund des einsetzenden Zustroms illegaler Nationalsozialisten als Trojanisches Pferd gesehen wurde. Um eine nationalsozialistische Unterwanderung abzufangen, wurde mit 1. November 1937 ein Aufnahmestopp für neue Mitglieder in die VF verfügt. Während Seyß-Inquart im Sinne des Juliabkommens eine weitere Annäherung an Deutschland und eine stärkere Berücksichtigung der nationalen Opposition forderte, schmiedete Leopold Putschpläne. Er plante, einen Aufstand so zu organisieren, dass eine militärische Intervention des Deutschen Reiches provoziert werden sollte. Durch eine polizeiliche Hausdurchsuchung im Sitz des Siebenerkomitees wurde diese später nach Leopolds Stellvertreter Tavs-Plan genannte Strategie für eine nationalsozialistische Machtübernahme aufgedeckt. Schuschnigg war nun bereit, der gemäßigten Gruppe der nationalen Opposition um Seyß-Inquart weitere Zugeständnisse zu machen, dafür aber die radikalen Nationalsozialisten um Leopold auszuschalten. So wollte er in Verhandlungen mit Deutschland als maximales Zugeständnis einer De-facto-Gleichschaltung der Außen-, Wirtschafts- und Militärpolitik zustimmen und zahlreiche gemäßigte Nationalsozialisten in beratende Organe des Staates und der VF aufnehmen. Seyß-Inquart verriet diese Positionen jedoch an Hitler, der sie zur Grundlage weitergehender Forderungen machen konnte. Bei dem Treffen zwischen den beiden Männern am 12. Februar 1938 wurde unter Druck Hitlers das Berchtesgadener Abkommen unterzeichnet, das weit über die ursprünglich erwogenen Konzessionen hinausging. Neben personellen Änderungen, wie die Ernennung Seyß-Inquarts zum Sicherheits- und Innenminister, wurde den Nationalsozialisten die freie Betätigung innerhalb staatlicher Organisationen und der Vaterländischen Front zugesagt, eine neuerliche Amnestie für verhaftete NSDAP-Mitglieder versprochen, der freie Zutritt von Nationalsozialisten zum Militärdienst gewährt, das Tragen des Hakenkreuzes sowie der Hitlergruß erlaubt.

#### Vorbereitung des „Anschlusses“ von innen
Am 16. Februar 1938 übernahm Seyß-Inquart die Bundesleitung des Volkspolitischen Referats, unterstützt von einem Beirat unter der Leitung von Hugo Jury, der auch ein Mandat im Staatsrat erhielt. Am 21. Februar erklärte Hitler dem zum Rapport angetretenem Leopold, dass er sich aus der österreichischen Politik herauszuhalten habe und gemeinsam mit Tavs, In der Maur und Franz Schattenfroh in Deutschland bleiben solle. Klausner wurde zum neuen Landesleiter der österreichischen NSDAP ernannt und angewiesen, mit Seyß-Inquart eng zusammenzuarbeiten.
Während viele Landesorganisationen nun den evolutionären Weg unterstützen, radikalisierte sich die Parteibasis in der Steiermark, wo über den Nationalsozialistischen Soldatenring Bundesheer und Polizei bereits massiv infiltriert waren. Der führenden Funktionär der Gauleitung Armin Dadieu und der Führer der SA-Brigade 5 (Mittelsteiermark) Sigfried Uiberreither verfolgten die Taktik, durch inszenierte Massenaufmärsche und Unruhen die Entwicklung in die gewünschte Richtung zu beschleunigen. Am 19. Februar setzten Massendemonstrationen ein, am Abend trugen bei einem (behördlich verbotenen) Fackelzug 8000 Nationalsozialisten Hakenkreuzfahnen durch die Straßen und skandierten den Hitlergruß. Am nächsten Tag wurde eine Reichstagsrede Hitlers im Radio übertragen, was noch stärker besuchte Demonstrationen hervorrief. Auch in Klagenfurt, Salzburg und Wien kam es in den folgenden Tagen zu NS-Aufmärschen. Teilweise zeigten sich dabei SA und SS bereits in den noch verbotenen Uniformen. Im Gegensatz zu den euphorischen Umzügen der Nationalsozialisten hatten die von der VF als Antwort organisierten Aufmärsche – mit Ausnahme jener des Österreichischen Jungvolks – einen zwanghaften und angeordneten Charakter. Innen- und Sicherheitsminister Seyß-Inquart verbot am 21. Februar das Tragen von Hakenkreuzabzeichen und das Hissen von Hakenkreuzfahnen und gestattete den Hitlergruß lediglich als „Privatgruß“, nicht für den Umgang mit Ämtern und Behörden.
Schuschnigg beschloss nun aus der Defensive in die Offensive zu gehen. Am 24. Februar hielt er eine ebenfalls übertragene Rede vor der Bundesversammlung, die den Widerstandsgeist der regierungstreuen Kräfte unterstützen sollte. Darin bezeichnete er das Berchtesgadener Abkommen als „deutschen Frieden“ und betonte, dass die Mitarbeit der nationalen Kräfte im Einklang mit den Grundgesetzen der VF zu erfolgen habe und dass die Unabhängigkeit Österreichs nach wie vor maßgeblich sei. Die Nationalsozialisten in Graz reagierten heftig auf die Rede. Zu Tausenden marschierten sie auf den Marktplatz, wo die Rede auch übertragen wurde, und rissen die Lautsprecher und die österreichischen Fahnen herunter und hissten an ihrer Stelle Hakenkreuzfahnen. Um dieser, der Politik der NS-Landesleitung entgegenstehenden Entwicklung Einhalt zu gebieten reiste Seyß-Inquart am 1. März nach Graz und traf sich mit Dadieu und weiteren steirischen Funktionären. Die als geheim vereinbarte Besprechung wurde von Dadieu absichtlich publik gemacht, sodass es am Abend des 1. März mit 20.000 Teilnehmern die bislang größte Massendemonstration der NSDAP in Österreich kam. Der englische Journalist G. E. R. Gedye, der Augenzeuge dieses Aufmarsches war, berichtete, dass „… die Spitze des Zuges von 5000 SA-Leuten gebildet wurde, die ihre verbotenen Braunhemden und Uniformen trugen. Graz gehörte nicht länger zu Österreich – es war bereits zu einer Kolonie Nazideutschlands geworden“.
Resignierend musste Seyß-Inquart einsehen, dass er diese Volksbewegung nicht mehr kontrollieren konnte. In Wien gestand er VF-Generalsekretär Guido Zernatto seinen Zweifel daran ein, den Plan der evolutionären Entwicklung gegen die Partei verwirklichen zu können, womit er nicht die Landesleitung unter Klausner meinte, sondern die offensichtlich wachsende Anzahl von Gauen, die auf die radikale steirische Linie einzuschwenken begannen. Schuschnigg wollte nicht die Exekutive gegen die Nationalsozialisten einsetzen, da er fürchtete, damit Deutschland einen geeigneten Vorwand für ein militärisches Eingreifen zu geben. Stattdessen antwortete er auf die außer Kontrolle geratende Entwicklung der NSDAP am 9. März mit der Ankündigung einer Volksbefragung am 13. März über die politische Zukunft Österreichs. Durch die kurzfristige Bekanntgabe sollte der NSDAP nur wenig Zeit für Gegenpropaganda gegeben werden. Die Modalitäten sollten für einen günstigen Ausgang sorgen: So wurde das Wahlalter auf 24 Jahre angehoben, um die vielen jugendlichen NSDAP-Anhänger auszuschließen, und in den Lokalen sollten nur „Ja“-Stimmzettel aufliegen, wer mit „Nein“ stimmen wollte, musste dies auf einem selbst mitgebrachten Papier tun. Über eine Sekretärin Zernattos, die illegale Nationalsozialistin war, erfuhr die NSDAP-Landesleitung bereits am 8. März von dem Plan und daher kurz darauf auch Hitler. Nach Beratungen erklärte sich die Landesleitung bereit, unter bestimmten Bedingungen eine positive Stellungnahme über die Volksbefragung abzugeben. Als ihr jedoch auch die Modalitäten zugespielt worden waren, rief sie am 10. März zur Stimmenthaltung auf.
Am 10. März traf auch die offizielle Reaktion Deutschlands ein: Botschaftsrat Otto von Stein wies darauf hin, dass die geplante Volksbefragung keine rein innerösterreichische Angelegenheit sei und forderte ihre Absetzung. Schuschnigg wollte das geplante Plebiszit dadurch retten, indem er Seyß-Inquart die mögliche Berufung der Nationalsozialisten Hans Fischböck, Anton Reinthaller und Hugo Jury in ein neues Koalitionskabinett anbot. Aufgrund dieser Ankündigung der Erfüllung einer langjährigen Forderung der NSDAP signalisierte Seyß-Inquart Zustimmung und versprach für den folgenden Tag eine Rundfunkerklärung. Doch noch während des Gesprächs war Globocnik mit einer Erklärung Hitlers aus Berlin zurückgekehrt, worin er der Partei angesichts der jüngsten Entwicklung völlige Handlungsfreiheit erteilte und erklärte, dabei hinter ihr zu stehen. Außerdem müsse die Volksbefragung abgesagt werden. Die Gewährung der Handlungsfreiheit sahen speziell die steirischen SA-Führer als Freibrief, endlich durch ein putschartiges Losschlagen die Macht im Staate zu erringen. Einen Appell zur Mäßigung durch die Landesleitung bei einer Versammlung österreichischer SA-Führer am Abend des 10. März quittierten sie mit dem Götz-Zitat. Zur gleichen Zeit gab Hitler in Deutschland dem Militär Anweisung, Vorbereitungen für „Fall Otto“, den Einmarsch in Österreich, zu treffen.

### 1938–1945: „Anschluss“ und Reorganisation
Hitler beauftragte Göring mit der Durchführung der diplomatischen und militärischen Aktionen. Als Schuschnigg am 11. März 1938 um 14:30 Uhr unter massiven Drohungen durch Göring der Forderung nach Verschiebung der Volksbefragung zustimmte, fasste Göring den Entschluss, die „ganze und klare Lösung durchzuführen“. Er bestand nun auch auf dem Rücktritt Schuschniggs sowie der Kanzlerschaft Seyß-Inquarts und übermittelte auch gleich die gewünschte Ministerliste für das neue Kabinett, dabei als Justizminister sein Schwager Franz Hueber. Tatsächlich trat Schuschnigg am Abend zurück, Bundespräsident Wilhelm Miklas weigerte sich vorerst jedoch, Seyß-Inquart zum Bundeskanzler zu ernennen. Erst gegen 22:00 Uhr stimmte er einer Bundesregierung Seyß-Inquart zu.
Nachdem um 18:00 eine Rundfunkmeldung die Verschiebung der Volksbefragung verkündet hatte und kurz darauf die Meldung vom Rücktritt des Kanzlers erfolgt war, entlud sich der lang aufgestaute Tatendrang und die österreichischen Nationalsozialisten übernahmen gegen 19:00 Uhr die Macht in den Bundesländern. Um 20:30 erging der Befehl Rainers an alle Gauleitungen „alle öffentlichen Ämter über Auftrag des Bundeskanzlers Seyß sofort zu übernehmen“. Noch bevor die deutsche Wehrmacht in Österreich einrückte, war das Land nationalsozialistisch regiert. In Wien fand diese Revolution von unten gegen 22:00 Uhr statt, als die SS-Standarte 89 das Bundeskanzleramt besetzte.
Die neue Regierung Seyß-Inquart unternahm in den Nachtstunden vom 11. auf den 12. März mehrere erfolglose Versuche, einen deutschen Einmarsch zu verhindern, der in ihren Augen durch die Machtübernahme der Nationalsozialisten unnötig geworden sei. Göring ignorierte dies, da er fest entschlossen war, keine autonome Entwicklung eines nationalsozialistischen Österreichs zuzulassen. Am frühen Morgen des 12. März 1938 landete Heinrich Himmler mit seinem engsten Stab am Flughafen Aspern und kurz darauf überschritten deutsche Truppen die Grenze nach Österreich. Himmler wurde von Vizekanzler Glaise-Horstenau, dem Führer der illegalen SS, Ernst Kaltenbrunner und dem Adjutanten Landesleiters Kepplers, Edmund Veesenmayer begrüßt und die deutschen Truppen trafen auf eine jubelnde Bevölkerung. Hitler, der bislang eher die bloße Übernahme der Funktion des österreichischen Staatsoberhauptes vor Augen gehabt hatte, schwenkte angesichts der Begeisterung, die ihm am 12. März bei seiner Triumphfahrt von Braunau nach Linz entgegenschlug, auf die Linie Görings ein. Als Seyß-Inquart an diesem Abend in Linz mit Hitler zusammentraf, gab er seinen Widerstand gegen einen totalen Anschluss Österreichs auf. Am nächsten Morgen wurde Ministerialdirektor Wilhelm Stuckart beauftragt, einen entsprechenden Gesetzestext aufzusetzen. Bereits am Nachmittag desselben Tages unterzeichnete die Regierung Seyß-Inquart das „Bundesgesetz über die Wiedervereinigung Österreichs mit dem Deutschen Reich“.
Ab Abend des 13. März beauftragte Hitler den Gauleiter der Saarpfalz Josef Bürckel die NSDAP in Österreich zu reorganisieren. Auf einen Plan Martin Bormanns zurückgehend, wurde beschlossen, in Österreich die für das ganze Reich geplante Verwaltungsreform zu erproben: Nachdem man die Verwaltung ganz der NSDAP unterstellen wollte, wurden die Gauleiter zugleich Reichsstatthalter. Bürckel, der auch die Organisation der gleichzeitig mit der Reichstagswahl am 10. April 1938 stattfindenden Volksabstimmung über die Wiedervereinigung Österreichs mit dem Deutschen Reich leitete, stampfte in kurzer Zeit einen neuen Führungskader aus dem Boden. Er bestimmte Gau-Wahlleiter und stellte ihnen Berater aus Deutschland zur Seite. Die ehemaligen österreichischen Parteiführer standen verärgert und machtlos am Rand.
Angesichts der massenhaft ins Land strömenden deutschen Parteigenossen, die hier diverse Funktionen übernahmen, wuchs der Unmut, speziell unter den ostösterreichischen Parteimitgliedern, die sich um die Früchte ihres Sieges betrogen sahen. Es begann ein Wettlauf der alten Kämpfer und der Illegalen um die Beute: Posten in Partei und Verwaltung, „arisierte“ Wohnungen, Geschäfte und Einrichtungsgegenstände. Innerhalb weniger Monate war die Verwaltung von Parteimitgliedern durchdrungen.
Nach Wahl und Abstimmung blieb Bürckel als Hitler unterstellter Reichskommissar für die Wiedervereinigung in Wien und stellte die höchste administrative und politische Autorität im Land dar. Er forcierte die Auflösung der noch vorhandenen österreichischen Zentralstellen. Die Gaue sollten nun unabhängig von Wien verwaltet direkt Berlin unterstellt werden. Die Wiener Parteigenossen wurden durch die Abwertung der ehemaligen Haupt- zur Provinzstadt zusätzlich verstimmt. Am 23. Mai 1938 wurde die endgültige Gaueinteilung und die Liste ihrer neu bestellten Gauleiter von Hitler genehmigt. Durch das Ostmarkgesetz vom 14. April 1939 wurde offiziell die organisatorische und politische Eingliederung Österreichs in das Deutsche Reich finalisiert und das nationalsozialistische Österreich wurde bis zu seiner Wiedererrichtung Teil des „Großdeutschen Reiches“.

## Parteiorganisationen und parteinahe Organisationen

### Sturmabteilung (SA)
Bereits die DNSAP unterhielt zum Schutz ihrer Versammlungen militärisch organisierte Ordnertrupps, die 1923 zum Vaterländischen Schutzbund umbenannt wurden, neben diesem offiziellen Namen aber auch als SA bezeichnet wurden. Eine enge Verbindung bestand zum offiziell überparteilichen Deutschen Turnerbund, über dessen Turnvereine die sportliche Ausbildung der SA-Mitglieder erfolgte. Während der Verbotszeit dienten die Turnvereine als Tarnorganisationen für die SA.
Deutlich mitgliederstärker als die elitäre SS, bestand mit dieser ab ihrer Gründung eine ständige Rivalität. Die nach dem „Anschluss“ ernannten Gauleiter waren bis auf den der Steiermark alle Mitglieder der SS. Die SA in Österreich war wie im restlichen Reich in die zweite Reihe verdrängt worden. Sie versuchte ihre verlorene Bedeutung durch exzessives Wüten gegen politische Gegner wie die ehemalige Eliten des autoritären Ständestaats und speziell gegen Juden zurückzugewinnen. Dies wurde etwa bei den Pogromen am 9./10. November 1938 deutlich, bei denen allein in Wien 27 Juden ermordet, 88 schwer verletzt und mehrere hundert in den Selbstmord getrieben wurden.

### Schutzstaffel (SS)
Die erste Schutzstaffel-Einheit in Österreich wurde im März 1930 in Wien gegründet (SS-Sturm 77, später SS-Standarte 11), die im Herbst 1930 ihren ersten „Einsatz“ bei der erfolgreichen „Rückeroberung“ eines von der Polizei beschlagnahmten SA-Feldzeichens hatte. Bald folgten die Gründungen weiter Formationen in Niederösterreich, Kärnten, Tirol und der Steiermark. Im Juni 1931 wurde die Gründung des SS-Abschnitts VIII, Österreich unter der Führung des deutschen SS-Standartenführers Josias zu Waldeck und Pyrmont beschlossen. Die Leitung war kurze Zeit in Wien, dann in Linz angesiedelt. Bis Herbst 1932 entstanden in Linz die 37. SS-Standarte für Oberösterreich, Salzburg und Tirol und in Graz die 38. SS-Standarte für die Steiermark und Kärnten. Das Verhältnis der SS zur SA, von der viele Mitglieder abgeworben wurden, war gespannt. Ab Mai 1932 lösten sich teils in rascher Folge mehrere Personen in der Position als Landesleiter ab (Karl Taus, Walter Graeschke, Alfred Bigler, Alfred Rodenbücher). Bis zum Parteiverbot war die SS in Österreich auf vier Standarten angewachsen. Im Februar 1934 wurde der SS-Abschnitt VIII von Heinrich Himmler zum SS-Oberabschnitt Donau aufgewertet. Bis Sommer 1934 hatte die SS in Österreich rund 9000 Mitglieder, von denen nach dem Juliputsch etwa 1500 nach Deutschland geflüchtet waren. Die nach Deutschland geflüchteten SS-Angehörigen wurden von den SA-Mitgliedern getrennt in anderen Lagern untergebracht und ausgebildet.

### Nationalsozialistischer Deutscher Studentenbund (NSDStB)
Der radikal antisemitische Nationalsozialistische Deutsche Studentenbund wurde in Österreich bereits in den 1920er Jahren nach deutschem Vorbild gegründet. Er war von 1933 bis 1938 zunehmend gewaltbereit und unternahm Aktionen gegen jüdische und politisch andersdenkende Studenten und Lehrpersonen. Geführt wurde er in der Zeit des Parteiverbots von Hubert Freisleben.

### Hitlerjugend (HJ)
1928 wurden Vorträge über die Ziele der Jugendorganisation der Partei, die Hitlerjugend (HJ), gehalten. Spätestens 1929 wurden in Österreich Ortsgruppen der HJ gegründet. In der Steiermark avancierte die HJ 1933 zur stärksten Jugendorganisation, ein Drittel ihrer Mitglieder kam dort aus sozialdemokratischen Familien.

### Nationalsozialistische Betriebszellenorganisation (NSBO)
Die ab 1932 auch in Österreich zu Betriebsratswahlen angetretenen Nationalsozialistische Betriebszellenorganisationen wurden von der GDVP dafür kritisiert, die in langjähriger Arbeit aufgebauten nationalen Gewerkschaften zu gefährden.

### NS-Soldatenring (NSR)
Der Nationalsozialistische Soldatenring war ein 1936 gegründetes, geheimes Netzwerk der Nationalsozialisten im österreichischen Militär und der Polizei. Bei der Schaffung der Frontmiliz sollen ihr ganze SA-Kompanien beigetreten sein. An seiner Spitze stand Oberst Maximilian de Angelis.

## Mitglieder und Wähler

### Mitgliederzahlen
In den 1920er Jahren lag der Mitgliederstand stets unter 5000. Um 1927 wechselten einige Mitglieder zu den von den Christlichsozialen, der Großindustrie, Italien und Ungarn unterstützen Heimwehren. Der Mitgliederstand in den westlichen Bundesländern war zeitweise so gering, dass Vorarlberg, Tirol und Salzburg zu einem einzigen Gau zusammengefasst wurden. Während der Weltwirtschaftskrise verdoppelte sich die Mitgliederzahl jährlich. Zum Zeitpunkt des Parteiverbots im Juni 1933 betrug der Mitgliederstand 68.465. Auch das Verbot der Partei konnte den Zustrom kaum beschränkten, im Juli 1934 wurden bereits rund 87.000 Aufgenommene verzeichnet. Allerdings konnten während der Zeit des Parteiverbots keine Beitrittsansuchen abgegeben werden.
Durch die Verfolgung im autoritären Ständestaat verhielten sich viele Nationalsozialisten still, manche mussten flüchten oder wurden verhaftet. Dennoch wuchs die Bewegung um etwa 14.000 Neu-Mitglieder jährlich. Zugleich verließen aber auch viele die Partei, so dass der Mitgliederstand zeitweise stagnierte oder gar rückläufig war. Nach dem Juliabkommen nahm der Zustrom zu, im Februar 1938 sollen es etwa 150.000 illegale Nationalsozialisten gegeben haben. Kurz vor dem „Anschluss“ kam es zu einem regelrechten Ansturm auf die Partei durch Opportunisten und so soll es im März 1938 etwa 197.900 Mitglieder gegeben haben. Bei der später durchgeführten Überprüfung des „NS-würdigen Verhalten während der Illegalität“ wurden allerdings nicht alle für würdig befunden.
Im März 1943 waren mit 693.007 Mitgliedern etwa 10 Prozent der österreichischen Bevölkerung im Besitz eines Parteibuchs.

### Altersstruktur und Geschlecht der Anhängerschaft
Die NSDAP-Hitlerbewegung war eine sehr „jugendliche“ Partei, vergleichbar nur mit der Kommunistischen Partei. Von 1926 bis 1933 waren 52 Prozent ihrer Neumitglieder 30 Jahre oder jünger, nahezu 80 Prozent waren 40 Jahre oder jünger. Ältere Generationen waren entsprechend unterrepräsentiert. Mit dem Aufstieg zur Massenpartei 1931/32 stieg der Altersschnitt um vier Jahre, 1933 nochmals um etwa drei Jahre. Am stärksten vertreten waren – auch über die ganze Zeit des Bestehens gesehen – die Geburtenjahrgänge 1894–1913.
Von den 1938 in die „großdeutsche“ NSDAP eingegliederten Parteimitgliedern waren 22 Prozent weiblich, im Vergleich mit Deutschland und dem Sudetenland der höchste Frauenanteil der nationalsozialistischen Bewegungen.

### Sozioökonomische Struktur der Anhängerschaft
Die DAP war noch hauptsächlich gewerkschaftlich gestützte Arbeiterpartei, speziell der Eisenbahner. In die DNSAP und der NSDAP-Hitlerbewegung zog hingegen der Mittelstand (Beamte, Angestellte, Kleingewerbetreibende, Freiberufler) ein und wurde zu einer etwa gleich starken Fraktion wie die der Arbeiter.
Ab der Phase der zunehmenden Wahlerfolge der NSDAP traten der Partei Vertreter aller Gesellschaftsschichten bei, wobei der Mittelstand die dominierende Gesellschaftsschicht in der Partei wurde. Auch „Berufslose“ wie Studenten, Pensionisten und Hausfrauen stellten nun einen großen Anteil der Mitglieder. Die Bauernschaft war bis 1931 fast nicht vertreten, nahm dann aber rapide zu, als die NSDAP begann, Mitglieder von Heimwehr und Landbund anzuziehen. Dadurch wurde die zuvor hauptsächlich städtische Partei auch in kleineren Landgemeinden präsent. Während der Arbeiteranteil auch in der Illegalität zunahm, konnte die NSDAP – abgesehen von der obersteirischen Schwerindustrie – nie in größerem Umfang Industriearbeiter anziehen.
Im Jahr 1941 waren die höheren Beamten praktisch zu 100 Prozent Parteigenossen, etwa 60 Prozent der Freiberufler und der Lehrer, 50 Prozent der Studenten und 40 Prozent der öffentlich Bediensteten. Unter den Bauern und Privatangestellte waren etwa 25–30 Prozent Parteimitglieder, unter den Arbeitern und Selbständigen 15–20 Prozent.

### Mitgliedsnummern
Die Mitgliederkartei wurden in enger Abstimmung mit München geführt. Während der Zeit der Illegalität ging die Kartei (teilweise nur vorübergehend) verloren, viele Parteibücher und -dokumente wurden aus Angst vor Verfolgung vernichtet. Den nach Deutschland geflohenen Mitgliedern wurde die österreichische Staatsbürgerschaft aberkannt. Jene davon, die daraufhin die deutsche Staatsbürgerschaft annahmen, konnten der deutschen NSDAP beitreten und bekamen eine neue Mitgliedsnummer.
Nach dem „Anschluss“ mussten sich im Rahmen der Reorganisation der Partei alle Nationalsozialisten registrieren und einen Antrag auf (Neu-)Anmeldung stellen. Bürckel stützte sich bei dieser „Erfassung und Aufnahme der Mitgliedschaft“ auf den für die Anschluss-Abstimmung aufgestellten Mitgliederstab. Berücksichtigt wurden dabei alle, die angaben, sich vor dem 11. März 1938 für den Nationalsozialismus betätigt zu haben. Sie bekamen eine vorläufige Mitgliedskarte, und ihre Betätigung für die Nationalsozialisten während des Parteiverbots wurde überprüft. Diese Überprüfungsverfahren konnten langwierig sein und dauerten oft Monate, in manchen Fällen Jahre. Jene, die bereits vor dem 19. Juni 1933 Parteimitglieder waren und bei denen die Überprüfung eine durchgehende Betätigung für die Bewegung ergeben hatte, bekamen wieder ihre alten, prestigeträchtig niedrigen Mitgliedsnummern zugeteilt und konnten den mit Vergünstigungen verbundenen Ehrentitel „Alter Kämpfer der Ostmark“ tragen. Jene, die sich während der Verbotszeit den Nationalsozialisten angeschlossen hatten und deren Betätigung im Sinne der Hitlerbewegung von der Überprüfung bestätigt wurde, wurden „Illegale“ genannt, erhielten eine reguläre Mitgliedskarte und eine Mitgliedsnummer im reservierten Nummernblock zwischen 6.100.001 und 6.420.000. Ihnen wurde das symbolische, aber rechtlich bindende Aufnahmedatum vom 1. Mai 1938 („erster nationaler Tag der Arbeit Großdeutschlands“) zugeteilt.
Im November 1938 wurde die (im „Altreich“ bereits seit 1937 bestehende) Kategorie „Parteianwärter“ eingeführt. Sie wurde an jene vergeben, die den Antrag zu spät (nach Oktober 1938) gestellt, oder die für nicht würdig genug für eine Aufnahme in den reservierten Nummernblock befunden wurden. Die Kategorie sollte eigentlich nur bis Juni 1940 geführt werden, durch die teils chaotische Reorganisation der Partei in Österreich hielt sie sich jedoch deutlich länger.

## Parteinahe Medien
Die Hitlerbewegung legte Wert auf Ausbau der nationalsozialistischen Presse. Nach dem Parteiverbot wurde die illegale Presse von Deutschland aus gefördert. Ab dem Juliabkommen 1936 wurden in Österreich auch fünf große nationalsozialistische Blätter aus Deutschland vertrieben, so etwa die Essener Nationalzeitung.
Eine Auswahl von Zeitschriften, die direkt von der NSDAP herausgegeben wurden oder mit ihr stark sympathisierten:
- Deutschösterreichische Tages-Zeitung (DÖTZ): Erschien ab 1921 als GDVP-nahe Zeitschrift und war ab 1927 im Besitz eines nationalsozialistischen Verlags. Am 22. Juli 1933 auf behördliche Anordnung eingestellt.[16]
- Kikeriki: Das extrem antisemitische Satireblatt wandte sich Mitte der 1920er Jahre der NSDAP zu. Wurde im Juli 1933 auf behördlichen Druck hin eingestellt.[17]
- Volksstimme: Gegründet 1923 als Zeitschrift der DNSAP. Erschien wöchentlich bzw. halbwöchentlich bis Juni 1933.[18]
- Das Hakenkreuz: Erschien 1924–1928 monatlich, vertrat nach der Parteispaltung die Linie der Schulz-Gruppe.[18]
- Der österreichische Nationalsozialist: Parteizeitung 1926–1927, erschien wöchentlich.[18]
- Der Kampfruf: 1930 bis 1935 teilweise illegal erscheinende Wochenzeitung.[18][19]
- Der Österreichische Beobachter: Erschien 1936–1944 als Organ der NSDAP. Er sollte als Ersatz für verschiedene illegale Zeitungen dienen.[14]
- Der kleine Stürmer: In der Zeit der Illegalität erscheinendes hektografiertes Blatt, das sich am Stürmer orientierte.[14]